# CEP350
CEP350‏ (Centrosomal protein 350) هوَ بروتين يُشَفر بواسطة جين CEP350 في الإنسان.